# تاريخ حقوق الإنسان

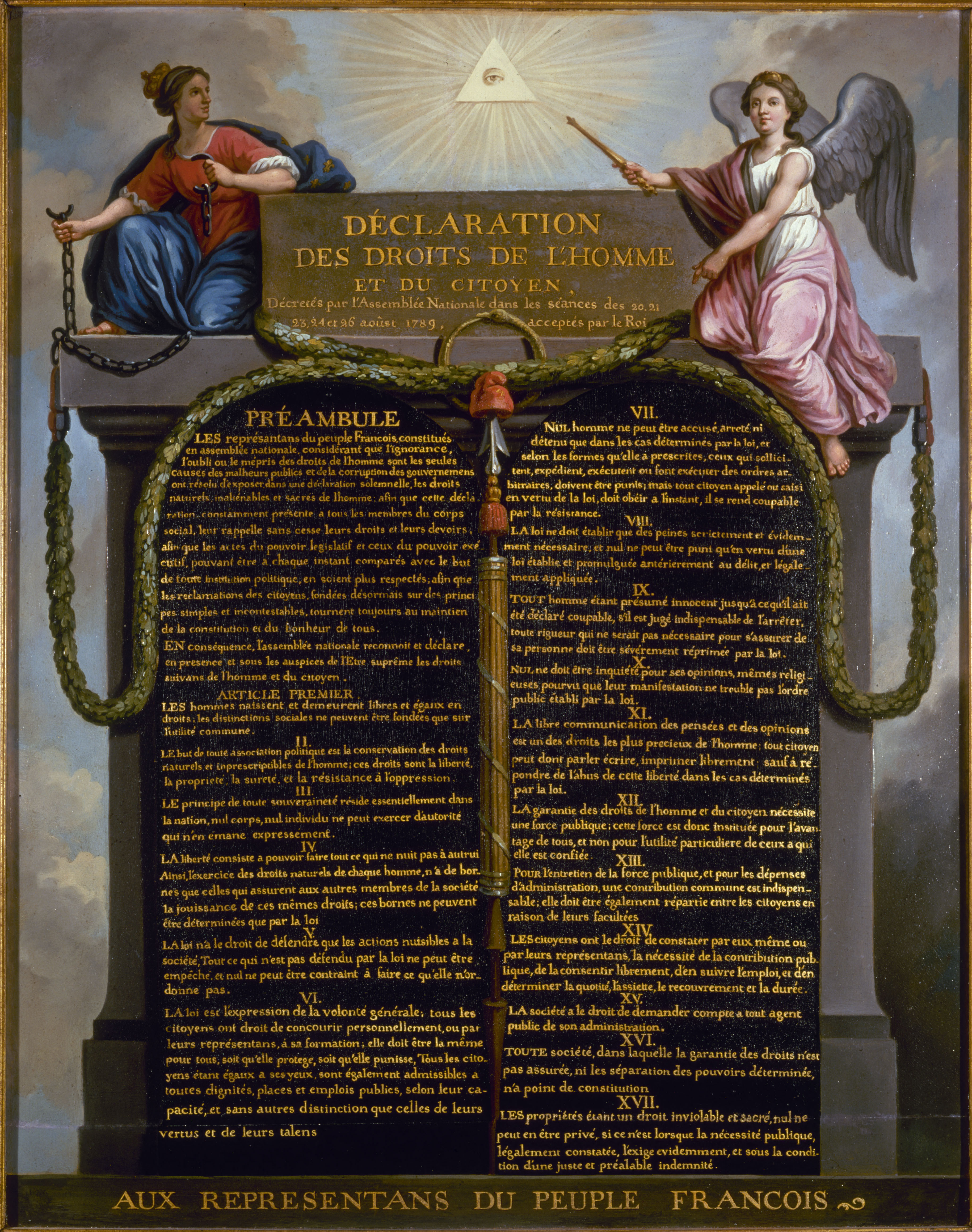
إعلان حقوق الإنسان والمواطن الذي أقرته الجمعية الوطنية الفرنسية في 26 أغسطس 1789

كان للاعتقاد بقدسية الحياة الإنسانية سوابق في العديد من أديان العالم، بدأت مبادئ حقوق الإنسان الحديثة بالظهور خلال عصر النهضة الإنسانية في أوائل العصر الحديث. أدت الحروب الدينية الأوروبية والحروب الأهلية في إنجلترا في القرن السابع عشر إلى استحداث الفلسفة الليبرالية وأصبح الإيمان بالحقوق الطبيعية مصدرًا رئيسيًا للاهتمام في الثقافة الفكرية الأوروبية خلال عصر التنوير في القرن الثامن عشر. ظهرت هذه الأفكار في صميم الثورات الأمريكية والفرنسية التي قامت قرب نهاية ذلك القرن.
مهد التطور الديمقراطي خلال القرن التاسع عشر لظهور حق الاقتراع العام في القرن العشرين. وأدت الحربان العالميتان إلى وضع الإعلان العالمي لحقوق الإنسان.
شهدت فترة ما بعد الحروب العالمية إلى نشوء حرکات ناشئة عن مجموعات محددة تعاني نقصًا في حقوقهم، مثل حركة حقوق المرأة، والحقوق المدنية للأمريكيين الأفارقة. ظهرت الحركات الخاصة بحقوق الإنسان التابعة لأعضاء الكتلة الشرقية في السبعينيات إلى جانب حركات حقوق العمال في الغرب.
تصدرت هذه الحركات النشاط الاجتماعي والخطاب السياسي في العديد من البلدان، ما وضع حقوق الإنسان على رأس جدول الأعمال العالمي. بحلول القرن الحادي والعشرين، يرى المؤرخ صمويل موين أن حركات حقوق الإنسان تطورت من مناهضة الاستبداد لتشمل جوانب متعددة تتضمن التنمية الإنسانية والاجتماعية والاقتصادية في العالم النامي.
يتسم تاريخ حقوق الإنسان بالتعقيد. إذ استُبدلت العديد من المبادئ في الأنظمة المختلفة بأصلها الغربي. وتتعرض المؤسسات المستقرة للاضطراب كما في حالات الصراع والحرب والإرهاب والتغير الثقافي.

## العصور القديمة وما قبل الحديثة
ضمّنت بعض الأمم المبادئ القانونية والدينية الموجودة بالفعل تحت مصطلح «حقوق الإنسان». اقترح فلاسفة عصر التنوير وجود عقد اجتماعي بين الحاكم والمحكومين، توصلت الحضارات القديمة إلى المبدأ نفسه من طريق المفاهیم الإلهية والفلسفة الهلنستية والقانون الطبيعي. يرى المؤرخ صمويل موين أن مفهوم حقوق الإنسان يرتبط بالفهم الحديث للمواطنة الذي لم يظهر إلا قبل بضع مئات من السنين. مع ذلك تُظهر بعض الأمثلة وجود المفهوم نفسه في العصور القديمة وما قبل الحديثة، مع أن القدماء لم يكن لديهم نفس المفهوم الحديث عن حقوق الإنسان العالمية.

### غرب آسيا القديمة
يُعتقد أن إصلاحات «أوروکاجینا» حاکم «لغش» من أقدم القوانين المعروفة، نحو 2350 سنة قبل الميلاد، وهي مثال مبكر للإصلاح. يقول البروفيسور نورمان مويفي أنه بعد إيجور دياكنوف، يرى معظم المؤرخين أن الحاكم «أوروکاجینا» ليس من السلالة الحاكمة لمدينة لغش، وأنه لم یکن مصلحًا على الإطلاق، بل كان رجعيًا، إذ طُبقت عقوبة الزنا على المرأة دون الرجل، ما يعد تقليلًا من شأن المرأة. يُعد قانون الحاكم «أورنامو» السومري الحديث من أقدم القوانين الدستورية، التي سُنَّت نحو 2050 قبل الميلاد. سُنت مجموعات أخرى من القوانين في بلاد ما بين النهرين، من ضمنها شريعة حمورابي نحو 1780 قبل الميلاد، وهي من أشهر الأمثلة حول هذا النوع من الوثائق. وتضمنت حقوق المرأة، وحقوق الرجل، وحقوق الطفل وحقوق العبيد.

### إفريقيا
دعمت حضارة شمال شرق أفريقيا في مصر القديمة حقوق الإنسان الأساسية. مثلًا، عزز الفرعون بوكوريس الحقوق الفردية، وألغى عقوبة السجن بسبب الدَين، وأصلح القوانين المتعلقة بنقل الملكية.

### العصور القديمة
يرى بعض المؤرخين أن الإمبراطورية الأخمينية الفارسية وضعت مبادئ غير مسبوقة لحقوق الإنسان في القرن السادس قبل الميلاد على يد الحاکم سایرس «كورش». بعد الفتوحات التي حققها الملك في الإمبراطورية البابلية الجديدة سنة 539 قبل الميلاد، أصدر أسطوانة سایرس، التي اكتُشفت للمرة الأولى سنة 1879 وتُعد أول وثيقة خاصة بحقوق الإنسان. ارتبطت تلك الوثيقة لدى بعض المعلقين بمراسم الحاکم «سایرس» المسجلة في سجلات التاريخ وكتاب «سفر نحميا» و«سفر عزرا»، التي توضح أن سایرس سمح على الأقل لبعض اليهود بالعودة إلى موطنهم بعد أسرهم إلى الإمبراطورية البابلية. إضافةً إلى أنها نصت على الحق في حرية العقيدة دون اضطهاد أو إجبار.
على عكس وجهة النظر السابقة، يرفض فريق من المؤرخين اعتبار أسطوانة سایرس میثاقًا لحقوق الإنسان ووصفها بعضهم بأنها دعاية سياسية اختلقها نظام بهلوي. يجادل المؤرخ الألماني جوزيف وايزهايفر بأن «صورة الحاكم سایرس بطلًا لحقوق الإنسان هي مجرد صورة زائفة، مثل تصوير الشاه بأنه إنساني ومستنير»، لكن المؤرخ إلتون دانيل يعارض هذا الرأي ويعده متحاملًا. توجد الاسطوانة الآن في المتحف البريطاني، وتوجد نسخة منها في مقر الأمم المتحدة.
يشير العديد من المفكرين إلى أن مصطلح المواطنة بدأ في مدينة بوليس الاغريقية
القديمة، حيث كان لجميع الناس الأحرار الحق في التحدث والتصويت في التجمعات السياسية.
أسس الحاكم «أشوكا»، امبراطور مملكة موريا (268-232 قبل الميلاد) أكبر إمبراطورية في جنوب آسيا. عقب حرب «کالینجا» المدمرة، اعتمد أشوكا الديانة البوذية وتخلى عن السياسة التوسعية لصالح الإصلاحات الإنسانية. أقيمت المراسم الخاصة به في جميع أرجاء إمبراطوريته، متضمنةً قانون التقوی. إذ منع التمييز الديني والإساءة بحق البشر والحيوانات. تؤكد المراسم أهمية التسامح وتحظر القتل الوحشي وذبح أسرى الحرب. تزعم بعض المصادر أن العبودية لم تكن موجودة في الهند القديمة، في حين تزعم مصادر أخرى العكس، ومنها قوانين مانو السنسكريتية في القرن الأول قبل الميلاد.
يرجع مصطلح «حقوق الإنسان» إلى المؤلف الروماني ترتليان في رسالته «إلى سكابيولا»، حيث كتب عن الحرية الدينية في الإمبراطورية الرومانية ووصف حقوق الإنسان الأساسية بأنها امتياز طبيعي.

### الخلافة الإسلامية المبكرة
يتفق المؤرخون بصفة عامة على أنّ ما دعى إليه نبي الإسلام محمد ضد مارآه من شرور اجتماعية آنذاك  والإصلاحات الإسلامية الاجتماعية في مجالات عدة كالأمن الاجتماعي وكيان الأسرة والعبودية وحقوق المرأة والأقليات العرقية تحسّنت مما كانت عليه في المجتمع العربي المتواجد في ذلك الوقت. ووفقاً لبرنارد لويس (John Esposito) -على سبيل المثال- فإنّ الإسلام «من البداية حارب الطبقة الإرستقراطية ورفض التفاضل وتبنّى فكرة المهنة تبعاً للموهبة». ويرى جون اسبوزيتو (John Esposito) محمد كمصلح قضى على ممارسات العرب الوثنيين كوأد البنات واستغلال الفقراء والربا والجريمة والعقود الخاطئة والسرقة. ويؤمن برنارد لويس بأن طبيعة المساواة في الإسلام «تمثّل تقدماً ملحوظاً على الممارسات اليونانية الرومانية وعالم الفرس القدماء». وأيضاً، دمج محمد قوانين العرب والموسوية وعادات ذلك الوقت إلى الوحي الإلهي.
دستور المدينة ويسمى أيضاً ميثاق المدينة وضعه رسول الإسلام في العام 622، تم إقراره بموجب اتفاقية رسمية بين النبي محمد صلى الله عليه وآله وسلم وبين كل القبائل والعوائل المؤثرة في يثرب (سميت لاحقاً المدينة المنورة) شملت هذه الاتفاقية المسلمين واليهود والوثنيين.
أقرت هذه الوثيقة لهدف محدد وذلك لوضع حد للعداء والقتال القبلي الشديد بين قبيلتي الأوس والخزرج في المدينة المنورة.ونتيجة لذلك تم إقرار بعض الحقوق والواجبات لجميع فصائل المدينة من المسلمين واليهود والوثنيين لدمجهم ضمن جماعة واحدة في مجتمع واحد يسمى الأمة.
جعل النبي محمد صلى الله عليه وآله وسلم مسؤولية الأسرى في المأكل والملبس إلى حد معقول مسؤولية الحكومة الإسلامية بغض النظر عن دينهم، ولو كان الأسرى في حضانة شخص ما فالمسؤولية إذا تقع على ذلك الشخص. يذكر لويس أن الإسلام أدخل تغييرين رئيسيين في نظام الرق القديم كان لهما تأثيرات كبيرة، أحدهما افتراض الحرية في الفرد والآخر منع استعباد الناس الأحرار إلا في ظروف محددة ومقيدة جداً. يقول لويس ان الموقف العربي من الرق «تحسن كثيراً» فالرقيق العربي لم يعد «متاعاً بل هو إنسان ذا حقوق دينية معينة ووضع اجتماعي وبالتالي ذا حقوق شبه قانونية معينة».
يقول اسبوزيتو بأنّ الإصلاحات التي شملت حقوق المرأة كان لها تأثير واضح في كل من الزواج والطلاق والميراث. فالنساء لم يمنحن مثل هذا الوضع القانوني في الحضارات الأخرى، بما فيها الغرب، حتى قرون متاخرة. يوضح قاموس اكسفورد الإسلامي بأن التطورات العامة في وضع المرأة العربية تضمّنت تحريم وأد الإناث والاعتراف بالمرأة كشخص كامل. " سابقاً كان المهر يعتبر كقيمة للعروس تدفع للأب ولكنه أصبح هدية زفاف تحتفظ به الزوجة كجزء من ملكيتها. وفي شريعة الإسلام لم يعد الزواج يرى على أنه "وضع«بل» كعقد" تكون موافقة المرأة عليه شرط اساسي. "أُعطيت النساء حق الميراث في مجتمع ذكوري كان يذهب فيه الميراث للأقارب من الذكور فقط." آنا ماري شيمل تقول انه "بالمقارنة بوضع المرأة قبل الإسلام، فإن التشريع الإسلامي يعد تغيراً ضخماً، فيه المرأة -وفقاً لنص الشريعة على الأقل- تملك الحق في إدارة الثروة التي اكتسبتها من عائلتها أو من عملها الخاص."  وليم مونتغمري واط يقول بأن محمد في السياق التاريخي لزمنه يمكن أن يُرى كشخصية وقفت بجانب حقوق النساء وطوّر الأوضاع بشكل كبير. واط يشرح فيقول: "في الوقت الذي بدأ فيه الإسلام كانت اوضاع النساء مُزرية فلم يكن لهن الحق في التملك لانهن من المفروض ملك للرجل فاذا توفي الرجل ذهبت املاكه كلها لأبنائه الذكور«. ولكن محمد حينما» أسّس حقوق امتلاك الملكيات والميراث والتعليم والطلاق جعل للنساء اجراءات وقائية اساسية." حداد واسبوزيتو يقولان بأن:"محمد ضمن للنساء حقوقهن وهباتهن في محيط حياة العائلة والزواج والتعليم والمساعي الاقتصادية بما ساعد في تحسين وضع النساء في المجتمع."  ولكن بعض الكتاب اثاروا جدلاً في أن المرأة قبل الإسلام كانت أكثر حرية مستشهدين في ذلك بأول زواج للنبي محمد وفي زواج والديه، وبأوضاع أخرى كعبادة الأصنام الإنثوية في مكة."
الباحث الاجتماعي روبرت بيلا في كتابه (Beyond belief) يقول بأنّ الإسلام في عقده السابع بالنسبة لزمانه ولمكانه كان «متطورا بشكل ملحوظ وفيه أعلى درجة من الالتزام والتعاون والمشاركة المتوقعة من جميع أعضاء المجتمع». وهذا بسبب – يوضح روبرت - أنّ الإسلام أكّد على التساوِ بين جميع المسلمين بحيث كانت المناصب القيادية مفتوحة للجميع. ديل إيكلمان يكتب بأن بيلا يقترح أن «المجتمع الإسلامي الأول وضع قيمة للفرد بدلا من المسؤولية الجماعية أو المجموعة ككل.»

### العصور الوسطى
ماجنا كارتا هي وثيقة إنجليزية صدرت ولأول مرة في عام 1215 وكانت ذو تأثير بالغ على العملية التاريخية الواسعة والتي قادت إلى تحكيم القانون الدستوري الموجود اليوم. ماجنا كارتا أيضا أثرت في تطور القانون العام ومستندات دستورية أخرى كدستور الولايات المتحدة ووثيقة الحقوق.
كُتبَ الميثاق «ماجنا كارتا» في الأصل بسبب خلافات بين البابا إنوسنت «البريئ» الثالث والملك جون والنُبلاء الإنجليز حول حقوق الملك. وقد تطلّب الميثاق ماغنا كارتا أن يتخلى الملك عن بعض الحقوق، ويحترم بعض الإجراءات القانونية وأن يقبل بأن رغبته قد تكون مقيّدة بالقانون. وأيضًا حمى الميثاق بشكل صريح بعضاً من حقوق الشعب سواء كانوا أحرار أو مقيّدين - ومن أبرزها أمر المثول أمام المحكمة، والسماح بالاستئناف ضد السَّجن الغير القانوني.
يعتبر حق المثول أمام المحكمة في العصر الحديث أكثر إرث ثابت من ماجنا كارتا. وهذا الحق ينشأ من ما يعرف الآن بالبنود 36، 38، 39 و 40 من ميثاق ماجنا كارتا 1215 . وتضمّن ميثاقماجنا كارتا أيضًا حق ضمان الحقوق:
«لن يُسجن أي رجل حُر، أو يُجرَّد من التملّك الحُر أو الحرّيات الفردية، أو عاداته أو ان يُجعل خارج القانون أو أن يُنفى، أو أن يُدمَّر بأي طريقة ما، ونحن لن نتجاوز عليه، ولن ندينه، إلاّ بمحاكمة قانونية من القضاة، أو بقانون البلاد. لن نبيع القانون لأي إنسان، ولن ننكر أو نؤجل لأي إنسان العدل أو الحق»

## بداية العصر الحديث وعهد التنوير
أسفر غزو الأمريكيتين في القرنين الخامس عشر والسادس عشر من قبل أسبانيا في عصر الاكتشاف عن مناقشات شديدة لحقوق الإنسان في المستعمرة الأسبانية الأمريكية. أدى ذلك إلى اعتماد قانون بورجوس والذي كتبه«فرناندو الكاثلوكي» بالنيابة عن ابنته«خوانا الأولى ملكة قشتالة».
أما الراهب الدومينيانيكي«فراي انتونيو مونتيسينوس» في جزيرة «هيسبانيولا»، فقد ألقى موعظة دينية في الواحد وعشرين من ديسمبر لعام 1511 والتي حضرها«بارتولومي دي لاس كاساس». يُعتقد أن تقارير الدومينياكيين في هسبانيولا هي ما قد شجع الملك الإسباني على الحراك حيال حقوق الإنسان. هذه الموعظة الدينية، التي عرفت في ما بعد بموعظة « عيد الميلاد( الكرسيماس)»، قد أفسحت المجال لانتخابات جديدة من عام 1550 – 1551 بين «لاس كاساس» و«خوان جينيس سيبولفيدا» في مدينة«بلد الوليد» الإسبانية. كان من ضمن النواحي التي غطتها بنود قانون بورجوس: عمالة الأطفال، حقوق المرأة، أجور العمّال، السكن اللائق والإجازات والراحة وغيرها.
قام العديد من فلاسفة القرن السابع والثامن عشر ميلاديه بتطوير مفهوم الحقوق الطبيعة ومن أبرزهم جون لوك، ذلك المفهوم يقوم على فكرة أنّ الناس بطبيعتهم أحرار ومتساوون. وعلى الرغم من أنّ جون لوك أمن بأن الحقوق الطبيعة أُستقيت من الإله حيث أنّ البشر مخلوقات له، فإن أفكاره كانت مهمة في تطوير الفكرة الحديثة للحقوق. حقوق لوك الطبيعية لم تعتمد على المُواطنة ولا على أي قانون أو ولاية، كذلك لم تكن محدودة على مجموعة معينة سواء كانت عرقية أو ثقافية أو دينية. وقريب من ذلك الوقت وبالتحديد في عام 1689 صدرت وثيقة الحقوق الإنجليزية.
ثورتان اساسيتان حدثتا في اثناء القرن الثامن عشر، في الولايات المتحدة الأمريكية عام 1776م وفي فرنسا عام 1789م. كان إعلان فرجينيا للحقوق في عام 1776 م، تم فيه وضع عدد من الحريات والحقوق الأساسية. ولحقه إعلان الاستقلال الأمريكي، الذي تضمن مفاهيم الحقوق الطبيعية واشتهر بمقولة «البشر جميعهم خلقوا متساوين وجميعهم أيضا ممنوحين من خالقهم حقوقاً لا يمكن لأحد التصرف بها ومن ضمنها: الحياة والحرية والعمل لتحقيق السعادة». وعلى نفس الطريقة، الإعلان الفرنسي لحقوق الرجل والمواطن وضعت مجموعة من حقوق الأفراد والجماعات. وتلك الحقوق كما نصت عليها الوثيقة عُقدت لتكون عامة ليس للمواطنين الفرنسيين فقط بل لعامة الرجال بدون استثناء .

### من القرن التاسع عشر وحتى الحرب العالمية الأولى
تكلم الفلاسفة أمثال توماس بين وجون ستارت ميل وجورج فردرك هيغل بالتفصيل عن موضوع العالمية خلال القرنين الثامن عشر والتاسع عشر. في عام 1831 م كتب وليام لويد جاريسون في صحيفة تدعى The Liberator «المحرر» بأنه كان يحاول أن يحث على قراءه «القضية العظمى لحقوق الإنسان»  لذا فمن المحتمل أن مصطلح حقوق الإنسان دخل حيز الاستخدام في الوقت مابين بين ووثيقته عن حقوق الرجال وبين جاريسون ومنشورته. في عام 1849م المعاصر هنري ديفد ثورو الذي كتب عن حقوق الإنسان في بحثه On the Duty of Civil Disobedience [1] «الالتزام بالعصيان المدني» الذي أصبح فيما بعد مؤثراً على حقوق الإنسان وحقوق المفكرين المدنيين. كتب القاضي في مجلس القضاء الأعلى الأمريكي ديفد ديفس معبراً عن رأيه عام 1867م تجاه قضية Ex Parte Milligan :«بموجب القانون، حقوق الإنسان مضمونة واستردت حمياتها وهي تحت رحمة الحكام الأشرار أو صخب الناس الغاضبين».
تمكنت العديد من المجموعات والحركات من إنجاز تغييرات عميقة على مدى القرن العشرين تحت مسمى حقوق الإنسان. وجّهت نقابة العمال في أوروبا الغربية وأمريكا الشمالية - أو حزب العمال - إلى قوانين تنص على منح العمال حقهم في الإضراب، ووضعت شروطاً للحد الأدنى من العمل ومنعت أو نظمت عمل الأطفال. نجحت حركة حقوق المرأة في منح العديد من النساء حقهن في الاقتراع - أو التصويت، والانتخاب.
حركات التحرير الوطني في دول عديدة نجحت في طرد السلطات الاستعمارية. كانت حركة المهاتما غاندي لتحرير وطنه الهند من الحكم البريطاني من أكثرالحركات تأثيراً.
نجحت حركات الأقليات العرقية والدينية المضطهدة في أجزاء كثيرة من العالم، ومن ضمنها حركة الحقوق المدنية، وحركات سياسية حديثة سياسية الهوية لصالح المرأة والأقليات في الولايات المتحدةالأمريكية.
مؤسسة اللجنة الدولية للصليب الأحمر، قانون ليبرال1846 م وأول اتفاقيات جنيف عام 1846 م وضعوا الأسس للقانون الإنساني الدولي لكي يواكب الأحداث بعد الحربين العالميتين.

### بين الحرب العالمية الأولى والثانية
تأسست عصبة الأمم عام 1919م وذلك خلال مفاوضات معاهدة فرساي بعد الحرب العالمية الأولى، وقد تضمنت أهداف عصبة الأمم نزع السلاح ومنع الحرب من خلال الأمن الجماعي وتسوية النزاعات بين الدول عن طريق التفاوض والدبلوماسية وتطوير الرفاهية العالمية، وكما هو منصوص في ميثاقها فقد تم التفاوض لتعزيز العديد من الحقوق التي أدرجت فيما بعد في البيان العالمي لحقوق الإنسان، وقد أجرت عصبة الأمم مفاوضات لدعم العديد من المستعمرات السابقة للقوى الاستعمارية الأوروبية الغربية خلال انتقالهم من الاستعمار إلى الاستقلال.
وبحكم تأسيسها كوكالة تابعة لعصبة الأمم والتي أصبحت اليوم جزءاً من الأمم المتحدة فقد كان أيضاً لمنظمة العمل الدولية مفاوضات لتعزيز وحماية بعض الحقوق الواردة مؤخراً في البيان العالمي لحقوق الإنسان:
الهدف الأساسي لمنظمة العمل الدولية اليوم هو تعزيز الفرص للنساء والرجال للحصول على عمل جيد ذو إنتاجية، في ظروف من الحرية والمساواة والأمن والكرامة الإنسانية.

### بعد الحرب العالمية الثانية

#### الحقوق في الحرب واتفاقية جنيف
المقالات الرئيسية: القانون الدولي الإنساني واتفاقية جنيف
انظر ايضاً: حقوق الأسرى في الإسلام
قامت اتفاقية جنيف ما بين عام 1864م و 1949 م بعد جهود جان هنري دونانت مؤسس منظمة الصليب الأحمرالدولية. نصت الاتفاقية على حماية حقوق الإنسان الأساسية في حالة الحرب، وكأثر من اتفاقيتا لاهاي 1899 و1907، فقد كانت المحاولة الأولى للجنة الدولية هي التعريف بقوانين الحرب. على الرغم من كتابتها قبل الحرب العالمية الثانية إلا أن اللجنة الدولية أعادت صياغتها بسبب الحرب العالمية الثانية واعادت تطبيقها في 1949م.
اتفاقية جنيف:
الاتفاقية الأولى:  اتفاقية جنيف لتحسين حال الجرحى والمرضى من القوات المسلحة في الميدان، أجري أول تطبيق في عام 1864م وآخر تعديل في عام 1949م .
اتفاقية جنيف الثاية:
وتهدف لتحسين حال جرحى ومرضى وغرقى القوات المسلحة في البحارأول تطبيق في عام 1949م كأحد نتائج اتفاقية لاهاي الأولى.
اتفاقية جنيف الثالثة: وتعُني بحقوق أسرى الحرب، أول تطبيق في عام 1929 م وآخر تعديل في 1949م..
اتفاقية جنيف الرابعة: وتعُني بحماية المدنيين في حال الحرب، أول تطبيق عام 1949م ومبنية على بعض أجزاء اتفاقية لاهاي
بالإضافة إلى أن هناك ثلاث بروتوكلات لتعديل اتفاقية جنيف:
البرتوكول الأول، 1977م ويعني بحماية الضحايا في الحروب بين الدول ومن تاريخ 12 يناير 2007فقد تم توقيع عليه من قبل 167 دولة
البرتوكول الثاني،1977م ويعني بحماية ضحايا الحروب داخل الدولة نفسها (مثل الحروب الأهلية) وبنفس تاريخ البرتوكول الأول فقد تم التوقيع عليه من قبل 164 دولة في 2007م.
البرتوكول الثالث، 2005م ويعني بتبني شعار خاص للمنظمة، وابتداءً من مايو 2008م تم الاتفاق والتوقيع عليه من قبل 28 دولة وتبقى 59 دولة لم توقع على هذا البرتوكول.
في عام 1949م، كانت المراجعة الآخيرة والتوقيع على كل من الاتفاقيات الأربعة بناء على تعديلات سابقة وعلى اتفاقية هالاي لكن ليس بشكل كامل. ولاحقاً كانت هناك بعض المؤتمرات التي أضافت بعض البنود التي تمنع بعض أساليب الحرب، وتسلط بعض الضوء على مسائل تخص المدنيين. وما يقارب 200 دولة في العالم الحاضر وقعت واتفقت على اتفاقية جنيف. والجدير بالذكر أن منظمة الصليب الأحمر هي المنظمة المسؤولة عن إدارة اتفاقيات جنيف.

#### الإعلان العالمي لحقوق الإنسان
الإعلان العالمي لحقوق الإنسان هو إعلان غير ملزم تبنته الجمعية العامة للأمم المتحدة  في عام 1948م، كرد جزئي على وحشية الحرب العالمية الثانية، يدعو الإعلان أعضاء الأمم المتحدة لتعزيز مجموعة من الحقوق الإنسانية والمدنية والاقتصادية والاجتماعية، مؤكداً على أن هذه الحقوق تُعد جزء من «تأسيس الحرية والعدالة والسلام في العالم».
«... الإقرار بأن الكرامة الفطرية والحقوق الثابتة والمتساوية لكل بني آدم هي أساس الحرية والعدالة والسلام في العالم»
تمت صياغة الإعلان العالمي لحقوق الإنسان بواسطة أعضاء لجنة حقوق الإنسان برئاسة إليانور روزفلت والتي بدأت في عام 1947 بمناقشة لائحة الحقوق الدولية؛ ففي البداية لم يوافق أعضاء اللجنة مباشرة على صياغة لائحة الحقوق وكيف يجب أن تنفذ.. ولكن واصلت اللجنة في صياغة الإعلان العالمي لحقوق الإنسان وكذلك المعاهدات المصاحبة، وجعلت للتصريح الأولوية.؛ ثم أصبح كل من بروفيسور القانون الكندي جون همفري والمحامي الفرنسي رينيه كاسان مسؤولان على دراسات المقارنة بين الأمم وكذلك على صياغة الوثيقة على التوالي، حيث فسرت بنود الإعلان على أنها المبدأ العام للوثيقة وقد تضمن أول بندين من الوثيقة التي صيغت بواسطة رينيه كاسانالمبادئ الأساسية للكرامة والحرية والمساواة والأخوة وتبعها بالتعاقب الحقوق المتعلقة بالأفراد سواء حقوق الأفراد لبعضهم البعض أو للمجتمع ثم الحقوق الروحية والعامة والسياسية وكذلك الحقوق الاقتصادية والاجتماعية والثقافية، وآخر ثلاث بنود من الوثيقة تضمنت الحقوق في سياق الحدود والواجبات والنظام الاجتماعي والسياسي Humphrey and Cassin intended the rights in the UDHR to be legally enforceable through some means, as is reflected in the third clause of the preamble: ؛ وقد أراد كل من همفري وكاسان أن تكون الحقوق الواردة في الإعلان العالمي لحقوق الإنسان قابلة للتنفيذ قانونيا من خلال بعض الوسائل كما ورد في المادة الثالثة من الوثيقة.
«ولأنه كان من الضروري أن يتولى القانون حماية حقوق الإنسان حتى لا يتمرد المرء في آخر المطاف على الظلم والاستبداد».
- مقدمة الإعلان العالمي لحقوق الإنسان سنة 1948
شارك في بحث وكتابة وثيقة الإعلان العالمي لحقوق الإنسان لجنة مكونة من خبراء عالمين في حقوق الإنسان وممثلون من جميع أديان وأنحاء العالم مستفيدين من استشارت عديدة من قادة مثل مهاتما غاندي. وكانت تحتوي الوثيقة على كلًّ من الحقوق المدنية والسياسية والاقتصادية والاجتماعية والثقافية  المبنية على افتراض بأن حقوق الإنسان الأساسية هي جزء لا يتجزَّأ باختلاف أنواعها إذ إنها متصلة مع بعض بشكل معقد. ومع أن هذه المعاهدة لم تواجه أي معارضة من الدول الأعضاء في وقت اتخاذ القرار حيث تم الإجماع عليها بإستثناء الاتحاد السوفيتي وجنوب أفريقيا والمملكة العربية السعودية إلا أنها واجهت لاحقاً تحديات عظيمة.

#### التواريخ التالية
وفقا للمؤرخ صمويل موين فإنّ الحدث الرئيسي التالي في مجال حقوق الإنسان حدثَ في عام 1970. وقد تم تضمين حقوق الإنسان في النقطة السابعة لاتفاقات هلسنكي، التي تم التوقيع عليها في عام 1975 من قبل 35 دولة، بما فيها الولايات المتحدة، وكندا، وجميع الدول الأوربية بإستثناء ألبانيا وأندورا.
وخلال كلمة الرئيس التاسع والثلاثون للولايات المتحدة جيمي كارتر الافتتاحية في عام 1977، جعلَ حقوق الإنسان عمود للسياسة الخارجية للولايات المتحدة. وساعدت حقوق الإنسان منظمة العفو الدولية في وقت لاحق للفوز بجائزة نوبل للسلام في عام 1977  وقد فاز جيمي كارتر، الذي كان له دور فعّال في معاهدة سلام إتّفاق كامب ديفيد، في وقت لاحق بجائزة نوبل للسلام في عام 2002 «لجهده الدؤوب على مدى عقود لإيجاد حلول سلمية للنزاعات الدولية، ولتعزيز الديمقراطية وحقوق الإنسان، وتعزيز التنمية الاقتصادية والاجتماعية».